# Fotinovo (Kardzjali)
Fotinovo (Bulgaars: Фотиново) is een dorp in het zuiden van Bulgarije. Het is gelegen in de gemeente Kirkovo, oblast Kardzjali. Het dorp ligt hemelsbreed op 29 km van de stad Kardzjali en 221 kilometer ten zuidoosten van Sofia. 

## Bevolking
|  |

Van de 850 inwoners reageerden er 734 op de optionele volkstelling van 2011. Van deze 734 respondenten identificeerden 726 personen zichzelf als Bulgaarse Turken (98,9%), gevolgd door 3 etnische Bulgaren (0,4%). 5 respondenten (0,4%) gaven geen definieerbare etniciteit op.
| Etniciteit   | Aantal | %     |
| ------------ | ------ | ----- |
| Bulgaren     | 3      | 0,4%  |
| Turken       | 726    | 98,9% |
| Roma         | ...    | ...   |
| Overig       | 5      | 0,7%  |
| Respondenten | 734    |       |